# Lord kancléř
Lord kancléř (anglicky lord chancellor, formálně lord high chancellor of Great Britain) je jeden z takzvaných nejvyšších úředníků státu (Great Officers of State) ve Velké Británii. Do funkce ho jmenuje hlava státu na radu premiéra. Mezi nejvyššími úředníky státu je druhý v pořadí co do hodnosti. Jelikož však úřad nejvyššího správce (lord high steward), který je první, se v posledních staletích obsazuje pouze dočasně pro ceremoniální účely, je lord kancléř nejvyšším z trvale jmenovaných britských úředníků. Ve společenském pořadí tak předchází i premiéra. Účastní se zasedání vlády a je odpovědný za fungování a nezávislost britských soudů. Kromě toho je mu do opatrování svěřena velká státní pečeť (Great Seal of the Realm). 
Funkce lorda kancléře Anglie je poprvé doložena k roku 1066, může však být i starší. Ve středověku ji obvykle zastávali duchovní, od vlády Jindřicha VIII. (poté, co tehdejší lord kancléř kardinál Thomas Wolsey odmítl anulovat královo manželství s Kateřinou Aragonskou) nejčastěji právníci. V minulosti existovali také lordi kancléři Skotska a Irska. 
Funkce se v současnosti obvykle pojí s funkcí ministra spravedlnosti (Secretary of State for Justice). Od 25. října 2022 do 21. dubna 2023 byl lordem kancléřem Dominic Raab, ve funkci jej nahradil Alex Chalk.